# Custódio Alvim Pereira
Custódio Alvim Pereira (ur. 6 lutego 1915 w São João do Monte, zm. 12 listopada 2006 w Rzymie) – portugalski duchowny rzymskokatolicki, rektor Papieskiego Kolegium Portugalskiego, arcybiskup Lourenço Marques i kanonik bazyliki św. Piotra na Watykanie.

## Biografia
18 grudnia 1937 przyjął święcenia prezbiteriatu. Pracował jako wykładowca teologii na Papieskim Kolegium Portugalskim w Rzymie, którego w 1946 został prorektorem, a w 1954 rektorem, którym był do 1958.
20 grudnia 1958 papież Jan XXIII mianował go biskupem pomocniczym Lourenço Marques, w będącym portugalską kolonią Mozambiku oraz biskupem tytularnym neptyjskim. 8 marca 1959 przyjął sakrę biskupią z rąk arcybiskupa Lourenço Marques kard. Teódosia Clementa de Gouvei. Współkonsekratorami byli biskup Nampuli Manuel de Medeiros Guerreiro oraz biskup Beiri Sebastião Soares de Resende.
3 sierpnia 1962 ten sam papież mianował go arcybiskupem Lourenço Marques. Jako ojciec soborowy wziął udział w soborze watykańskim II, będąc niechętny jego reformom. W latach 1967–1969 był pierwszym w historii przewodniczącym Konferencji Episkopatu Mozambiku. Był zwolennikiem rządów portugalskich w Mozambiku. Krytykę działań portugalskich żołnierzy w walkach z FRELIMO wysuwaną przez część misjonarzy, nazwał marksistowską propagandą. W obliczu spodziewanego uzyskania niepodległości przez Mozambik, na prośbę papieża Pawła VI złożył rezygnację, przyjętą 26 sierpnia 1974. Był ostatnim w historii Portugalczykiem na tej katedrze. W 1975 po objęciu władzy w Mozambiku przez komunistów, został zmuszony do opuszczenia kraju.
Resztę życia spędził w Rzymie. Został kanonikiem bazyliki św. Piotra na Watykanie. Działał w środowiskach tradycjonalistycznych pozostających w łączności z Rzymem, m.in. udzielając święceń prezbiteriatu w tradycjonalistycznych instytutach czy nosząc cappello romano, które zostało porzucone po soborze przez większość duchownych. Angażował się także w ruchu pro-life.
Zmarł 12 listopada 2006. Jego pogrzeb, jako jej kanonika, odbył się bazylice św. Piotra na Watykanie. Pochowany został na Campo Verano, w kaplicy-grobowcu Papieskiego Kolegium Portugalskiego.